# Nikola Dimitrov
Pour les articles homonymes, voir Dimitrov et Nikola Dimitrov (peintre).
Nikola Dimitrov (en macédonien: Никола Димитров), né le 30 septembre 1972 à Skopje, est un diplomate et homme politique macédonien.

## Biographie
Diplômé en droit de l'université Saints-Cyrille-et-Méthode de Skopje et de King's College à Cambridge, où il se spécialise en droit international, il commence sa carrière en 1996 au ministère des Affaires étrangères. En 2000, il devient vice-ministre. 
En 2002, il est nommé ambassadeur de Macédoine aux États-Unis, succédant à Ljubica Acevska et devenant alors le plus jeune ambassadeur en poste à Washington. En 2009, il est nommé aux Pays-Bas. En 2014, il refuse le poste d'ambassadeur à Moscou.
Le 31 mai 2017, il devient ministre des Affaires étrangères de Macédoine. À ce titre, le 17 juin 2018, il signe un accord bilatéral avec son homologue grec, Nikos Kotzias, concernant la nouvelle appellation de son pays: la « Macédoine du Nord », ce qui met un terme au débat autour du nom de la Macédoine. Il travaille également à l'adhésion de son pays à l'Union européenne.
Le 31 août 2020, il est reconduit au sein du nouveau cabinet de Zoran Zaev, mais il abandonne le portefeuille des Affaires étrangères (au profit de Bujar Osmani) et devient vice-premier ministre chargé de l'intégration européenne.